# Zilda 23 Polegadas
Zilda 23 Polegadas foi um programa de televisão humorístico apresentado pela atriz Zilda Cardoso.
Foi exibido pela emissora TV Paulista de 1962 a 1964, e incluia humoristas de sucessos convidados e atrações musicais, em meio de um quadro a outro. O programa tinha mais de 1 hora de duração e foi exibido por dois anos.
Zilda Cardoso também participou de “A Praça da Alegria”, “A Praça É Nossa” e “Escolinha do Professor Raimundo”. Atuou na novela “Meu Bem, Meu Mal” (1990).